# Giuseppe Maria Mazzolari
Giuseppe Maria Mazzolari est un jésuite, humaniste et poète latin italien, connu aussi sous le nom de Giuseppe Mariano Partenio.

## Biographie
Giuseppe Maria Mazzolari nait en 1712, à Pesaro, d’une ancienne famille, originaire de Crémone. Il entre chez les Jésuites à l’âge de vingt ans, et enseigne successivement la rhétorique, à Fermo et à Rome. Après la suppression de la Compagnie de Jésus, il continue d’être employé dans l’enseignement, et meurt à Rome le 14 septembre 1786.

## Œuvres
Outre quelques écrits scolastiques ou ascétiques, on a de lui :
- Ragguaglio delle virtuose azioni di D. Costanza Maffei Caffarelli, duchezza d’Assergio, etc., Rome, 1758. On loue le style de cette histoire, qui passe d’ailleurs pour fidèle et impartiale, genre de mérite assez rare dans tous les temps.
- Electricorum libri VI, ibid., 1767. Le P. Girolamo Lagomarsini a enrichi ce poème d’une préface et de notes intéressantes.
- Opera, ibid., 1772, 3 vol. in-8°. Le premier volume (Actiones), contient des discours dans le genre de ceux que les accusateurs prononçaient au Forum, et dont nous avons de si beaux modèles dans les Verrines et les Catilinaires de Cicéron. Un de ces discours, Pro domo Lauretana, est un monument de sa piété envers la mère de Dieu ; il le fit graver sur une lame d’argent, dont il fit hommage à l’église de N.D. de Lorète. Le second (Orationes) renferme des dissertations sur différentes matières, qui y sont discutées avec autant de sagacité que de goût : Sur la lecture de Cicéron et de Virgile ; Sur la manière d’enseigner et de s’instruire ; Sur la prééminence des Italiens dans les lettres ; Sur la nécessité de recueillir et de conserver les monuments de l’antiquité sacrée, etc. Le 3e volume (Commentarii) contient cinq Vies particulières, dont celle de sa propre mère, et celle de Contuccio Contucci ; suivies de son poème sur l’Électricité (Electricorum), et de quelques autres poésies latines.

On cite encore du P. Mazzolari : une édition du Traité de Cicéron De Oratore, avec une Préface en forme de lettre adressée à ses élèves ;—un Discours latin sur la naissance du duc de Bourgogne, prononcé, au Collège romain, le 23 décembre 1750 ;—la Vie de Bernardino Perfetti dans la 5e partie degli Arcadi illustri, p. 224-325. Il avait laissé, entre autres manuscrits, une Vie du P. Lagomarsini, son intime ami.